# Dekanat Wschodni (archidiecezja Matki Bożej w Moskwie)
Dekanat Wschodni – jeden z 3 dekanatów wchodzących w skład Regionu duszpasterskiego Centralnego rzymskokatolickiej archidiecezji Matki Bożej w Moskwie w Rosji. 
Według stanu na kwiecień 2018 w skład dekanatu Wschodniego wchodziło 7 parafii rzymskokatolickich. 

## Parafie
W skład dekanatu Wschodniego wchodzą następujące parafie: 
- Bierezniki – Parafia Najświętszej Maryi Panny Królowej Pokoju w Bierieznikach
- Iwanowo – Parafia Wniebowstąpienia Pańskiego w Iwanowie
- Jarosław – Parafia Podwyższenia Krzyża Świętego w Jarosławiu
- Kirow – Parafia Najświętszego Serca Jezusowego w Kirowie
- Niżny Nowogród – Parafia Wniebowzięcia Najświętszej Maryi Panny w Niżnym Nowogrodzie
- Perm – Parafia Niepokalanego Poczęcia Najświętszej Maryi Panny w Permie
- Włodzimierz – Parafia Najświętszej Maryi Panny Różańcowej we Włodzimierzu

Na terenie dekanatu Wschodniego znajdują się następujące kościoły dojazdowe w: Czajkowskij, Dobriance, Iżewsku, Jajwie, Jarańsku, Krasnowiszersku, Omutninsku, Oriczi, Riabininie, Sowietsku. 